# Sahara (film, 1998)
Sahara (v italském originále Sahara) je italský erotický film z roku 1998. Režisérem filmu je Joe D’Amato. Hlavní role ve filmu ztvárnili Selen, Zenza Raggi, Amanda Steele, John Walton a Frank Gun.

## Obsazení
| Selen         | Selen      |
| Zenza Raggi   | Karim      |
| Amanda Steele | Mora       |
| John Walton   | Abdul      |
| Frank Gun     | Ali        |
| Dina Pearl    | Aliho žena |
| Betty Blue    |            |
| Reka Gabor    |            |